# U ime naroda
U ime naroda – pierwszy album koncertowy serbskiego zespołu Riblja Čorba. Album ukazał się 2 lipca 1982 nakładem wytwórni PGP RTB. Materiał został zarejestrowany 11 kwietnia 1982 roku podczas koncertu grupy w belgradzkiej hali Pionir. W 1998 album został sklasyfikowany na 85. miejscu listy 100 najlepszych rockowych i popowych albumów wydanych w byłej Jugosławii, opublikowanym w książce YU 100: najbolji albumi jugoslovenske rok i pop muzike (YU 100: najlepsze albumy jugosłowiańskiej rock i pop muzyki).

## Lista utworów
| Nr  | Tytuł utworu                             | Słowa         | Muzyka                        | Długość |
| --- | ---------------------------------------- | ------------- | ----------------------------- | ------- |
| 1.  | „Vidiš da sam gadan kad sam tebe gladan” | Bora Đorđević | Rajko Kojić                   | 3:14    |
| 2.  | „Prevara”                                | Bora Đorđević | Miša Aleksić, Vicko Milatović | 3:35    |
| 3.  | „Egoista”                                | Bora Đorđević | Bora Đorđević                 | 2:09    |
| 4.  | „Ostaću slobodan”                        | Bora Đorđević | Miša Aleksić                  | 3:09    |
| 5.  | „Dva dinara, druže”                      | Bora Đorđević | Momčilo Bajagić Bajaga        | 5:46    |
| 6.  | „Nemoj, srećo, nemoj danas”              | Bora Đorđević | Momčilo Bajagić Bajaga        | 4:10    |
| 7.  | „Evo ti za taksi”                        | Bora Đorđević | Momčilo Bajagić Bajaga        | 3:27    |
| 8.  | „Ostani đubre do kraja”                  | Bora Đorđević | Miša Aleksić, Bora Đorđević   | 5:03    |
| 9.  | „Vetar duva, duva, duva”                 | Bora Đorđević | Bora Đorđević                 | 1:44    |
| 10. | „Lutka sa naslovne strane”               | Bora Đorđević | Bora Đorđević                 | 4:32    |
| 11. | „Neću da ispadnem životinja”             | Bora Đorđević | Bora Đorđević                 | 3:52    |
| 12. | „Volim, volim, volim žene”               | Bora Đorđević | Bora Đorđević                 | 3:30    |
|     |                                          |               |                               | 44:11   |

## Twórcy
- Bora Đorđević – śpiew
- Rajko Kojić – gitary
- Momčilo Bajagić Bajaga – gitary
- Miša Aleksić – gitara basowa
- Vicko Milatović – perkusja
- Dragan Vukićević – produkcja muzyczna, nagranie
- Draža Sužnjević – nagranie
- Jugoslav Vlahović – opracowanie graficzne, fotografie[1]